# Veøya

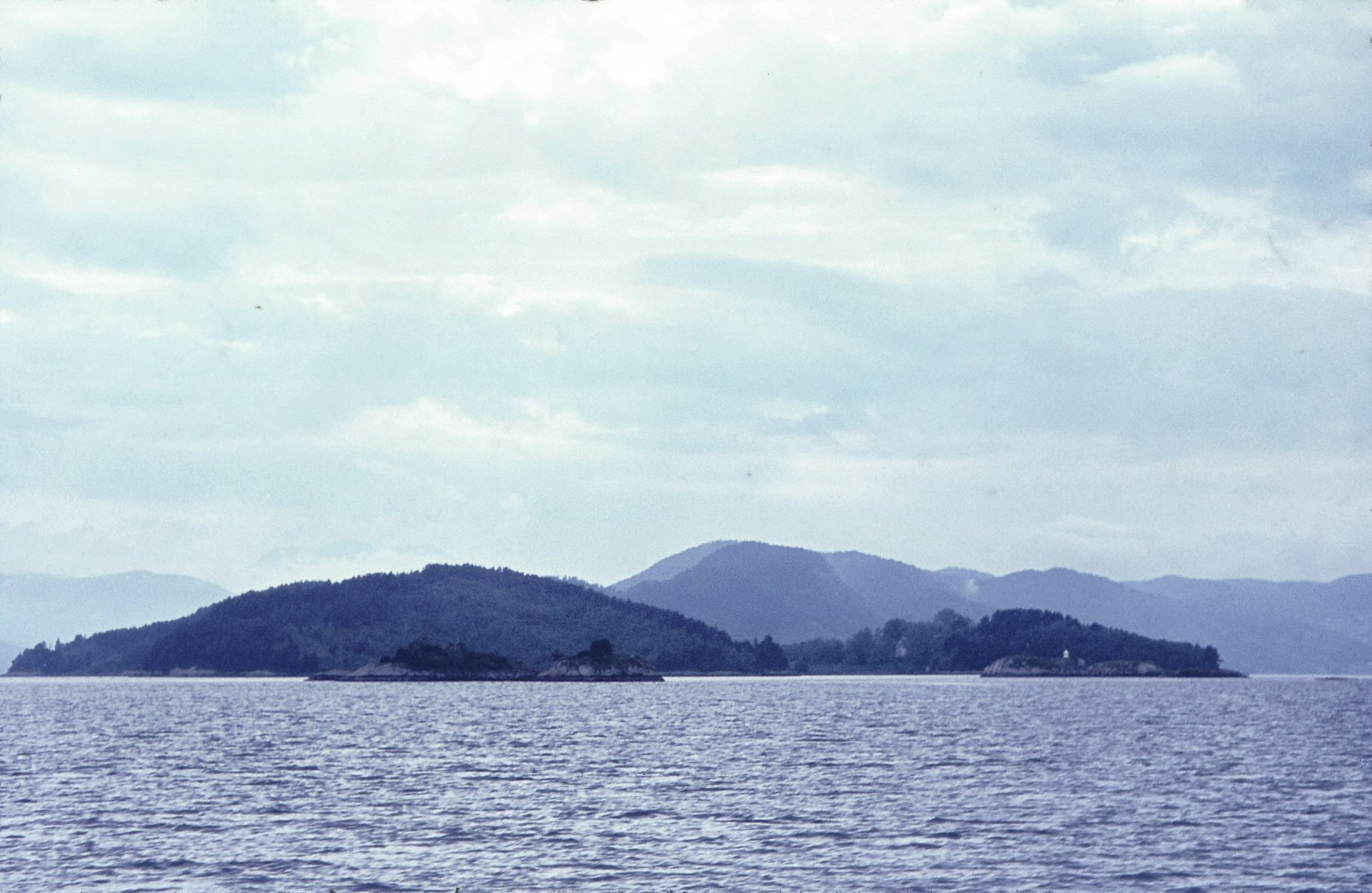
Veøya, sedd från öster. Medeltidskyrkan kan skymtas till höger i bilden.

Veøya är en ö i Romsdalsfjorden vid staden Molde i Molde kommun i Møre og Romsdal fylke i västra Norge. Förutom huvudön finns det även två mindre vid ön. Namnet kommer ifrån fornnordiskans ve och øy som betyder ungefär helig ö.
Öarna var mycket strategiska för kuststräckorna under vikingatiden.